# Povečan dodekaeder
| Povečan dodekaeder    | Povečan dodekaeder           |
| --------------------- | ---------------------------- |
|                       |                              |
| Vrsta                 | Johnsonovo telo J57-J58-J59  |
| Stranske ploskve      | 5 trikotnikov 11 petkotnikov |
| Robovi                | 35                           |
| Oglišča               | 21                           |
| Konfiguracija oglišča | 3.5(53) 5(3252) 1(35)        |
| Simetrija             | C5v                          |
| Dualni polieder       | -                            |
| Lastnosti             | konveksen                    |
| Slika oglišč          |                              |

Povečan dodekaeder je eno izmed Johnsonovih teles (J58), ki je sestavljen iz dodekaedra s petstrano piramido pritrjeno na eno izmed stranskih ploskev. Kadar pritrdimo dve takšni piramidi, dobimo parabipovečan dodekaeder, metabipovečan dodekaeder ali tripovečan dodekaeder.